# Emma Cotta
Emma Cotta, geborene Emma Zitzmann (* 28. September 1880 in Rudolstadt; † 18. März 1957 in Berlin) war eine deutsche Schauspielerin, Modezeichnerin,  Redakteurin/Schriftleiterin und Bildhauerin.

## Leben
Emma Zitzmann war Tochter des Porzellanmalers Christoph Eduard Zitzmann (* 4. Juli 1837 in Steinheid; † 19. April 1904 in Frankfurt am Main) und dessen Ehefrau Friederica Paulline Rosamunde Straube (* 21. März 1842 in Siegmundsburg; † 21. Oktober 1933 in Rudolstadt).
Nach Besuch der Bürgerschule trat sie 14-jährig als Porzellanmalerin in die väterliche Werkstatt in Rudolstadt ein, eine Tätigkeit, die sie mehrmals unterbrach, u. a. um (mit 16 Jahren) ein Jahr in einem Haushalt, ein Jahr im „Kaufmännischen“ und zeitweilig als Kinderfräulein in Brüssel zu arbeiten.
Als Gesellschafterin einer gut situierten Dame reiste Emma Zitzmann im Herbst 1902 über Paris und London nach New York, wo sie ab 1903 als Fabriknäherin, Hausschneiderin und Porzellanmalerin ihren Lebensunterhalt verdiente und sich im Selbstunterricht dem Schauspiel widmete. Es wird ohne fundierte Beweise angenommen, dass sie sich zu diesem Zeitpunkt – gleich nach ihrer Ankunft in den USA – den Namen „Cotta“ zulegte. Engagiert wurde sie in der Folgezeit als Schauspielerin in St. Louis, Missouri (1904; 1905) und, nachdem sie im Sommer 1905 von einer Millionärin als Gesellschafterin beschäftigt worden war, in Saint Paul, Minnesota (1905; 1906). Danach kehrte sie nach New York zurück und nahm vorübergehend den Beruf der Hausschneiderin wieder auf.
Im Jahr 1907 kehrte Cotta als Gesellschafterin eines Ehepaares über Rotterdam, Amsterdam und Den Haag nach Europa zurück, wo sie bis 1910 mehrmals den Wohnort wechselte. Sie hielt sich vorübergehend in Bad Kissingen auf, danach in Berlin – wo sie eine Anstellung als Hausschneiderin fand, Schauspielunterricht nahm und erfolglos nach einem Engagement suchte – und ging schließlich im Herbst 1908 nach Paris. Dort wandte sie sich der Modebranche zu, arbeitete weiterhin als Schneiderin, absolvierte eine Ausbildung als Modezeichnerin, war für verschiedene Modehäuser tätig und schrieb als Modekorrespondentin Beiträge für Berliner und amerikanische Zeitungen.
Es folgten einige sesshafte Jahre auf dem Weißen Hirsch (1910–1918), einem 1921 eingemeindeten Vorort von Dresden. Die Modezeichnerin, Redakteurin und Schriftleiterin eines Modeverlages und Modekorrespondentin für weitere Verlage verfasste hier verschiedene Schriften, wie beispielsweise Allgemeine Vorkenntnisse zur Schneiderei und Die Damenschneiderei nach Herrenart. Neben diesen Tätigkeiten widmete sie sich ab 1917 wieder dem schauspielerischen Selbstunterricht und trat in Dresden und in der „Etappe“ auf.
Auf der Suche nach einem Engagement begab Cotta sich im August 1918 nach Berlin. Sie schrieb weiterhin als Modekorrespondentin, arbeitete aber auch wieder als Hausnäherin. Im Herbst 1919 hatte sie ein Engagement in Halberstadt.
Im Oktober 1920 stellte die bisher dem Schauspiel verschriebene, inzwischen 40-Jährige Puppenplastiken in der Berliner Galerie Friedmann & Weber aus. Ab Juni 1921 begann sie – obgleich sie in dieser Zeit drei Monate lang am Großen Schauspielhaus in Berlin auftrat – sich als Autodidaktin intensiv mit der Bildhauerei zu beschäftigen. Der große künstlerische Erfolg, den die nun zwischen Dresden und Berlin hin- und herpendelnde Schauspielerin sich erhofft hatte, stellte sich bei ihren Arbeiten als Bildhauerin ein. Ihr Leitspruch lautete: „Es muss immer […] eine Steigerung da sein, denn es gibt kein letztes Können. Ist man vollendet, so ist man aus“ („Künstler am Dresdner Elbhang II“).
Ab September 1921 schuf Cotta ihre ersten Skulpturen, Büsten und Masken, ab dem Sommer 1923 konnte sie Porträtaufträge verbuchen. Im Jahre 1924 ließ sie sich in der heutigen Wolfshügelstraße 26 im Dresdner Stadtteil Oberloschwitz nieder, wo sie bis 1931 ansässig blieb. Im Juni 1925 entstand in Rudolstadt/Dresden die Porträtmaske der Mutter der Künstlerin. Zahlreiche Auftragsarbeiten folgten, u. a. für die Kirchengemeinde Köthen, wo Johann Sebastian Bach als Kapellmeister gearbeitet hatte.
Studienreisen führten Cotta nach Italien und Mittelamerika und – Dank der Vermittlung der Preußischen Akademie der Künste und der deutschen Vereinigung Carl Schurz – wieder in die USA (1931/32).
Neben der Wohnung in Dresden hatte sie ab 1924 auch ein festes Domizil im Westen Berlins, in der Nähe des Kurfürstendamms. Sie wohnte in Berlin-Grunewald (Halensee) in der Auguste-Viktoria-Straße 4 und ab 1945 in der Caspar-Theyß-Straße 14.
Im Mai 1956 begünstigte der Berliner Senat sie „in Anbetracht Ihrer hervorragenden Verdienste, die Sie sich als Bildhauerin erworben haben“ durch ein monatliches Ehrenruhegeld.
Emma Cotta starb im Jahr 1957 im Alter von 76 Jahren in Berlin.

## Ausstellungen
- 1922: Große Berliner Kunstausstellung
- 1924: Dresdner Kunsthalle
- 1927: Künstlerhaus Berlin/Galerie Hinrichsen
- 1927: „Die schaffende Frau in der bildenden Kunst“, Berlin, Galerie Wiltschek
- 1927: „Frauenschaften des 20. Jahrhunderts“, Hamburg, Staatliche Kunstgewerbeschule
- 1929: Galerie Baumbach, Dresden
- 1929: Künstlerhaus Berlin
- 1929: „Das schöne Berlin“, Deutsche Kunstgemeinschaft
- 1929: „Die Frau von heute“, Berlin (ebenfalls 1931)
- 1930: „Das Kind“, Berlin (ebenfalls 1933, 1934, 1937, 1940, 1942)
- 1936: Galerie Gurlitt, Berlin
- 1942 und 1943; Große Deutsche Kunstausstellung, München

## Werk
Büsten und Masken u. a. von:

- 1921/22: Michelangelo Buonarroti
- 1921/22: Friedrich Nietzsche
- 1921/22: August Strindberg, Berlin (Hebbel-Theater)
- 1922/23: Frank Wedekind, Berlin (Hebbel-Theater)
- 1923: Honoré de Balzac
- 1923 und 1925: Fjodor Michailowitsch Dostojewski
- 1923 und 1928: Lew Nikolajewitsch Tolstoi, Berlin (Deutsches Theater)
- 1924: Johann Sebastian Bach (1925 Ankauf vom Preußischen Kultusministerium für die Akademie für Kirchen- und Schulmusik, Berlin; eine Bach-Büste stand auch in der Berliner Universität [Friedrich-Wilhelms-Universität], der späteren Humboldt-Universität zu Berlin)
- 1925: Porträtmaske der Mutter der Künstlerin
- 1926: Zdenka Ticharich[3]
- 1926 oder 1927: Ludwig van Beethoven („Kolossalbüste“; siehe auch unten unter Weblinks „Ludwig van Beethoven in antiker Gewandung“)
- 1928: Ludwig Grote
- 1929: Thomas Mann (angeblich, Bestätigung steht noch aus, 1929 Ludwig-Maximilians-Universität München; eine Büste wurde 1949 vom Magistrat von Groß-Berlin angekauft, vielleicht dieselbe wurde später der Akademie der Künste in Berlin [West] überlassen; weiterer Guss Rheinische Friedrich-Wilhelms-Universität Bonn; Dankschreiben von Thomas Mann 1929 aus München und 1949 aus Pacific Palisades/Kalifornien)
- 1931: Ramsay MacDonald
- 1931: Ina Seidel
- 1931: Martin Luther („Der junge Luther“, Ankauf für das Martin-Luther-Krankenhaus, Berlin)
- 1931–1934 und 1935: Wilhelm Furtwängler
- 1941: Prof. Dr. Arnold Schering  (Porträtbüste, Untersberger Marmor)[4]
- um 1942: Prof. Dr. L. R, Grote (Porträtbüste, Stucco)[5]